# Gyrtona ferrimissalis
Gyrtona ferrimissalis là một loài bướm đêm trong họ Noctuidae.